# Mai 36 Galerie
Die Mai 36 Galerie ist eine internationale Galerie für zeitgenössische Kunst in Zürich. Sie wurde 1987 vom Schweizer Galeristen Victor Gisler gegründet.

## Geschichte
Die Galerie öffnete ihre Tore erstmals im Jahr 1988 an der Maihofstrasse 36 in Luzern. Seit 1996, befindet sich die Galerie im Zentrum Zürichs an der Rämistrasse 37, nahe dem Kunsthaus Zürich.
Die Mai 36 Galerie repräsentiert international anerkannte sowie aufstrebende Künstler. Zum Programm gehören unter anderem Künstler, mit welchen die Galerie schon seit den späten 80er Jahren zusammenarbeitet, wie John Baldessari, Stephan Balkenhol, Pia Fries, Matt Mullican, Thomas Ruff, Christoph Rütimann und Lawrence Weiner. Die Galerie arbeitet ebenfalls eng mit den Nachlassen von General Idea, Luigi Ghirri, Robert Mapplethorpe, Paul Thek und Rémy Zaugg zusammen.
Victor Gisler war 12 Jahre Mitglied des Art Basel Komitees.

## Programm
Schwerpunkt der Galerietätigkeit bilden der Handel, die Vermittlung und die Repräsentation internationaler Gegenwartskunst. Dazu gehören verschiedene Medien wie Malerei, Zeichnung, Skulptur, Fotografie, Video, Film sowie raumbezogene Arbeiten und Installationen. Das Ausstellungsprogramm orientiert sich am Werk von Künstlerinnen und Künstlern, die sich mit grundlegenden Fragen der Kunst auseinandersetzen. Ausgangspunkt bilden die für die Kunst nach 1945 wichtigen künstlerischen Positionen, die zumeist in den sechziger und siebziger Jahren fussen (besonders der Pop-, Minimal- und Konzept Art). In kontinuierlicher und direkter Zusammenarbeit mit den Künstlerinnen und Künstlern, vermittelt die Galerie deren Werk regelmäßig in Einzelausstellungen, Publikationen und auf internationalen Kunstmessen. Die Galerie Mai 36 ist auf der Art Basel, Fiac Paris, Arco Madrid, Frieze, Zona Maco, Art Basel Hong Kong und Art Basel Miami Beach vertreten. Zudem kuriert die Galerie sechs Einzelausstellungen pro Jahr in ihren Räumlichkeiten sowie mehrere Gruppenausstellungen.